# Jagdgeschwader 331
331-ша винищувальна ескадра (нім. Jagdgeschwader 331 (JG 331) — винищувальна ескадра Люфтваффе, що існувала у складі повітряних сил вермахту напередодні Другої світової війни.

## Історія
331-ша винищувальна ескадра заснована 1 листопада 1938 року на аеродромі Мариш-Трубау шляхом розгортання IV./JG132, налічувала у своєму складі лишень одну авіагрупу, озброєну винищувачами Messerschmitt Bf 109 D. Вона підпорядковувалася 1-му груповому командуванню Люфтваффе 1 або Командуванню Люфтгау VIII, з 1 лютого 1939 року — 1-му командуванню Люфтфлоттенкоманда або Командуванню Люфтгау VIII, а з 21 березня 1939 року — 4-му командуванню Люфтфлоттенкоманда або Командуванню Люфтгау VIII. 13 лютого 1939 року група перебазувалася до Бреслау-Шенгартена, звідки в березні 1939 року брала участь у повітряному прикритті окупації решти Чехословаччини. У квітні 1939 року група була переобладнана на «Мессершмітт» Bf 109 E-1 і E-3. 1 травня 1939 року група була перейменована на I./Jagdgeschwader 77.

## Командування

### Командири
1-ша група (I./JG 331)
- гауптман Йоганнес Янке (нім. Johannes Janke) (1 листопада 1938 — 1 травня 1939)

## Бойовий склад 331-ї винищувальної ескадри
- 1-ша група (I./JG 331)

## Основні райони базуванняштабу331-ї винищувальної ескадри[1]
| Час                              | Аеродром          | Основний літак |
| -------------------------------- | ----------------- | -------------- |
| 1 листопада 1938 — 3 лютого 1939 | Мариш-Трубау      | Bf 109D        |
| 3 лютого — 17 березня 1939       | Бреслау-Шенгартен | Bf 109D        |
| 17 березня — 21 квітня 1939      | Олмуц             | Bf 109D        |
| 21 квітня — 1 травня 1939        | Бреслау-Шенгартен | Bf 109D        |